# Ljubov Sadčikovová
Ljubov Ivanovna Sadčikovová (rusky Любо́вь Ива́новна Са́дчикова; 22. září 1951 Kujbyšev, Ruská SFSR – 22. listopadu 2012 Smolensk, Rusko) byla sovětská rychlobruslařka.
Na velkých závodech mezinárodní scény debutovala v roce 1973 na Mistrovství světa ve sprintu (7. místo). Jako sprinterka startovala i v následujících letech především na světovém sprinterském šampionátu, v roce 1974 byla čtvrtá, o rok později pátá. Zúčastnila se Zimních olympijských her 1976, kde v závodě na 500 m dojela na šestém místě. Po sezóně 1976/1977 strávené na domácích oválech získala v roce 1978 na Mistrovství světa ve sprintu zlatou medaili. Na šampionátu v roce 1979 byla patnáctá. Po sezóně 1979/1980 ukončila sportovní kariéru.